# Veyretia sincorensis
Veyretia sincorensis là một loài thực vật có hoa trong họ Lan. Loài này được (Schltr.) Szlach. miêu tả khoa học đầu tiên năm 1996.